# Falacia intencional
La falacia intencional es un término literario que afirma que el significado previsto por el autor de una obra literaria no es el único ni el más importante significado de dicha obra. 
El término fue utilizado por primera vez por W.K. Wimsatt y Monroe Beardsley en su ensayo La falacia intencional. La noción de la intención del autor ha llegado a ser el eje de la crítica literaria moderna, y la explicación de la falacia intencional es una parte importante de lo que se conoce como la Nueva crítica o New Criticism. Por ello este término significa "un error o falacia en la intención" y no “cometer una falacia a propósito". Esta opinión es similar a la que hizo famosa Roland Barthes en su ensayo La muerte del autor.
Al escribir, un autor debe recurrir a su comprensión de la lengua en la que escribe y sus experiencias personales sobre la realidad para crear una obra. Incluso la fantasía escapista debe apelar a la comprensión compartida con el lector para que sea del todo inteligible. Un lector también debe apelar a su comprensión de la lengua y sus experiencias personales para decodificar el significado de una obra.
Un trabajo literario puede ser visto como un intento de un autor de comunicarse con un lector a través de una lengua compartida y experiencias compartidas con dicho lector. Sin un bagaje común, la comunicación es trabajosa o imposible.
Sin embargo, habrá siempre algunas diferencias entre el autor y el lector. El autor y el lector habrán tenido inevitablemente experiencias personales diferentes, y por lo tanto tener diferentes creencias y opiniones sobre lo que significan los diferentes aspectos de la realidad, y sus importancias relativas. Debido a estas diferencias, el significado que percibe un lector solo puede aproximarse al significado previsto por el autor, y solo puede aproximarse al significado percibido por otros lectores.
Un factor que complica aún más la comunicación es que el autor y el lector pueden ser inconscientes de las particularidades en su comprensión de la realidad, y estas particularidades pueden colorear ya sea la obra tal como está escrita o bien el significado percibido por el lector de modo inconsciente.
Por ejemplo, una obra escrita durante la época inmediatamente posterior a la Segunda Guerra Mundial puede exhibir opiniones aceptadas para la época, tales como prejuicios referentes a alemanes o a japoneses. Un lector moderno podría discrepar sobre estos prejuicios, y encontrar un nuevo significado al repasar cómo estos prejuicios colorean la obra. Esto se pone claramente de manifiesto cuando se consideran obras escritas centenares de años antes, o en una cultura radicalmente diferente: ¿cómo puede uno saber lo que en verdad quiso decir un escritor medieval en un poema? Si la literatura medieval todavía tiene valor hoy, esto se debe en parte a cómo entendemos que produce algún significado, no en virtud de lo que quiso decir el autor.
Los críticos literarios modernos argumentan que este nuevo significado no es simplemente una curiosa peculiaridad, sino una interpretación igualmente legítima de la obra.
- Datos: Q2092483